# Nymphon schimkewitschi
Nymphon schimkewitschi is een zeespin uit de familie Nymphonidae. De soort behoort tot het geslacht Nymphon. Nymphon schimkewitschi werd in 1929 voor het eerst wetenschappelijk beschreven door Losina-Losinsky. 